# 나흐체러르
나흐체러르(독일어: nachzehrer)는 독일의 흡혈귀의 일종이다. "나흐체러르"란 "삶(zehren; 체런) 이후(nach; 나흐)"라는 뜻이다. 흡혈귀라고는 하지만 구울과도 비슷하다.
대개 자살한 사람이 나흐체러르가 되며, 때때로 사고사한 이도 나흐체러르가 될 수 있다. 자연사하지 않은 사람이 나흐체러르가 된다. 나흐체러르에게 물리거나 할큄을 받아도 나흐체러르가 되지는 않는다. 나흐체러르가 되는 것은 죽고 나서의 일이며, 전염성은 없다. 또 나흐체러르는 병마와도 관련이 있다. 수많은 사람이 역병으로 죽었을 경우, 맨 처음 죽은 사람이 나흐체러르가 된다고 한다.
나흐체러르는 깨어나면 자기 가족들을 공격한다. 때로는 그 수의도 뜯어먹고, 심지어 자기 자신의 몸도 뜯어먹는다고 한다. 스스로의 몸을 뜯어먹는다는 것은 설치류 따위 청소동물이 시체를 뜯어먹은 모습에서 착안된 개념인 것으로 보인다.
멀리 베네치아 공화국에도 비슷한 전승이 있었는데, 전염병으로 떼죽음 당한 사람들의 집단 무덤에 입에 벽돌을 문 여자 시체가 있다는 것이다.
나흐체러르를 죽이기 위해서는 입에 동전을 한 닢 넣고 머리를 참수하면 된다. 무덤 속에 누운 나흐체러르의 특징은 엄지손가락을 반대쪽 손에 넣고 있고 왼쪽 눈이 뜨여 있다는 것이다.

## 같이 보기
- 드라우그
- 구울